# Vriesea verrucosa
Vriesea verrucosa är en gräsväxtart som beskrevs av Lyman Bradford Smith. Vriesea verrucosa ingår i släktet Vriesea och familjen Bromeliaceae. Inga underarter finns listade i Catalogue of Life.